# Nismîci, Sokal
Nismîci (în ucraineană Нісмичі) este un sat în comuna Horobriv din raionul Sokal, regiunea Liov, Ucraina.

## Demografie
Componența lingvistică a localității Nismîci
     Ucraineană (98,85%)
     Belarusă (1,15%)
Conform recensământului din 2001, majoritatea populației localității Nismîci era vorbitoare de ucraineană (98,85%), existând în minoritate și vorbitori de belarusă (1,15%).